# مصطفى عبده
مصطفى عبده لاعب كرة قدم مصري شهير لعب للنادي الأهلي المصري ولعب لمنتخب مصر لكرة القدم. لُقب ب«المجري».

## بدايته
وُلد مصطفى عبده في 10 يونيو 1953 بالقاهرة. وبدأ مشواره مع كرة القدم في نادي شمال القاهرة عام 1968 وانضم لناشئي الأهلي تحت 17 سنة عام 1970 ولعب للفريق الأول بعد سنة واحدة وكانت أولى مبارياته مع الفريق عام 1971 أمام منتخب دبي ودياً باستاد مختار التتش ونجح في إحراز هدفين ليفوز الأهلي 3/صفر ويبدأ مصطفى عبده رحلة تألقه.

## مع الأهلي
شهد استاد الإسكندرية أول مباراة رسمية له مع الأهلي في بطولة الدوري العام في شهر أكتوبر عام 1972 أمام الأوليمبي وانتهت المباراة بالتعادل 1/1.
قضى نجم الأهلي السابق 17 عاما في الملاعب ولقب بالمجري والصاروخ نظرا لمهاراته العالية وسرعته الفائقة وتمريراته العرضية المتقنة، وحصل مع الأهلي على 10 بطولات دوري عام بالإضافة إلى الفوز بكأس مصر خمس مرات ونال مع الأهلي بطولة أفريقيا لأبطال الكئوس 3 مرات وبطولة أفريقيا أبطال الدوري مرة واحدة.

## مع المنتخب
انضم مصطفى عبده لصفوف المنتخب الوطني عام 1974 بعد أن اختاره ديتر كرامر المدرب الألماني ضمن تشكيلة الفريق الذي خاض منافسات بطولة الأمم الأفريقية 1974 بالقاهرة ولعب أولى مبارياته أمام أوغندا وانتهى اللقاء بفوز مصر بهدفين مقابل هدف واحد.

## في الإعلام
بعد اعتزاله اتجه إلى العمل في مجال كرة القدم، فعمل في القناة الثالثة المصرية ثم قناة المحور ثم قناة دريم 1 والان يظهر كضيف للتحليل في برنامج الكورة مع فايق.